# Acanthocheilonema reconditum
Acanthocheilonema reconditum ist eine Filarie, die in der Unterhaut von Hunden parasitiert, aber meist keine klinischen Symptome verursacht. Ein kleiner Teil der Parasiten ist auch in inneren Organen zu finden. Acanthocheilonema reconditum kommt in den Subtropen Nordamerikas, Südeuropas und Afrikas vor und wird durch blutsaugende Insekten, vor allem Flöhe und die Hundelaus, übertragen, die als Zwischenwirt dienen. In Italien wurden Befallsraten bis zu 13 % ermittelt.
Die adulten Männchen sind etwa 1,5 cm lang. Die beiden Spicula sind unterschiedlich lang. Die Weibchen werden etwa 2,5 cm lang. Sie geben die Mikrofilarien ab, welche sich über die Blutbahn ausbreiten. Die Mikrofilarien sind kürzer als 300 μm und damit kürzer als die des Herzwurms, der etwa das gleiche Verbreitungsgebiet hat. Die Mikrofilarien haben ein stumpfes Vorderende und ein hakenförmiges Hinterende. Nach der Blutmahlzeit entwickeln sich die Mikrofilarien im Insekt innerhalb von ein bis zwei Wochen zum infektiösen dritten Larvenstadium. Die Präpatenz beträgt 8 bis 10 Wochen. Die Aufnahme der Larven durch den Hund erfolgt vermutlich nicht bei einem erneuten Saugakt, sondern durch Fressen des Zwischenwirts und unterscheidet sich damit deutlich vom Übertragungsweg anderer Filarien.